# Mark Ames
Mark Ames, född 3 oktober 1965, är en amerikansk journalist och författare. Han har bland annat skrivit booken Going Postal som analyserar fenomenet med skottlossning på arbetsplatser och skolor i USA. På svenska har Ames blivit publicerad i Aftonbladet kultur, där han kommenterade skolattacken i Trollhättan.